# Romano Canavese
Romano Canavese (Romèn in piemontese) è un comune italiano di 2 696 abitanti della città metropolitana di Torino in Piemonte.

## Monumenti e luoghi d'interesse
- Parco della Torre: si estende attorno alla Torre comunale del XIV secolo (la cella campanaria è stata aggiunta nell'Ottocento)
- Ricetto: del ricetto medievale sono ancora visibili la Porta Nord (con tracce della presenza di un ponte levatoio) e suggestiva la Porta Meridionale che si appoggia ad un'altra torre in pietra.
- Villa Bocca [4]

### Architetture religiose
- Chiesa di Santa Marta: posta nel ricetto, addossata alla Porta Meridionale, risale all'inizio del XIII secolo; la facciata è di epoca barocca
- Chiesa parrocchiale dei Santi Pietro e Solutore: costruita a partire dal 1829 su progetto dell'architetto Maurizio Storero di Ivrea e terminata nel 1843 dall'arch. Giovanni Pessatti. Un precedente progetto dei primi anni '20, ad opera dell'architetto Ferdinando Bonsignore, non fu eseguito.

### Aree naturali
Nel 2009 la "Palude di Romano Canavese" è stata riconosciuta sito di interesse comunitario (codice: IT1110064).

## Società

### Evoluzione demografica
Abitanti censiti

## Amministrazione

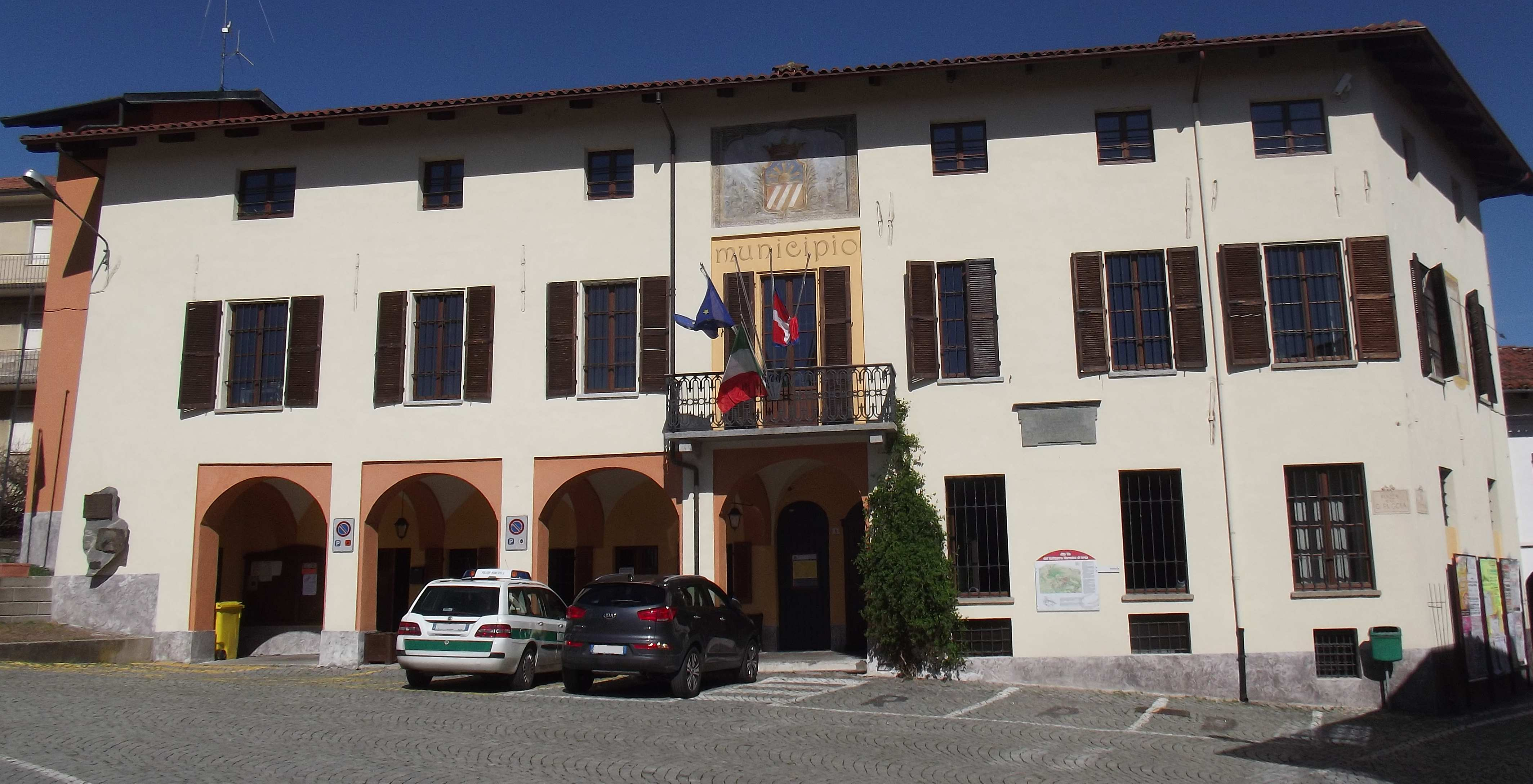
Il municipio

| Periodo | Periodo   | Primo cittadino         | Partito                         | Carica  | Note       |
| ------- | --------- | ----------------------- | ------------------------------- | ------- | ---------- |
| 2004    | 2009      | Antonio Francesco Conto | lista civica-centro             | Sindaco |            |
| 2009    | 2014      | Oscarino Ferrero        | lista civica di centro-sinistra | Sindaco |            |
| 2014    | in carica | Oscarino Ferrero        | lista civica                    | Sindaco | II mandato |

## Sport
La squadra di calcio cittadina è l'A.C.D. Romanese, che disputa il campionato di Prima Categoria. I suoi colori sociali sono il rosso e il blu.

## Galleria d'immagini

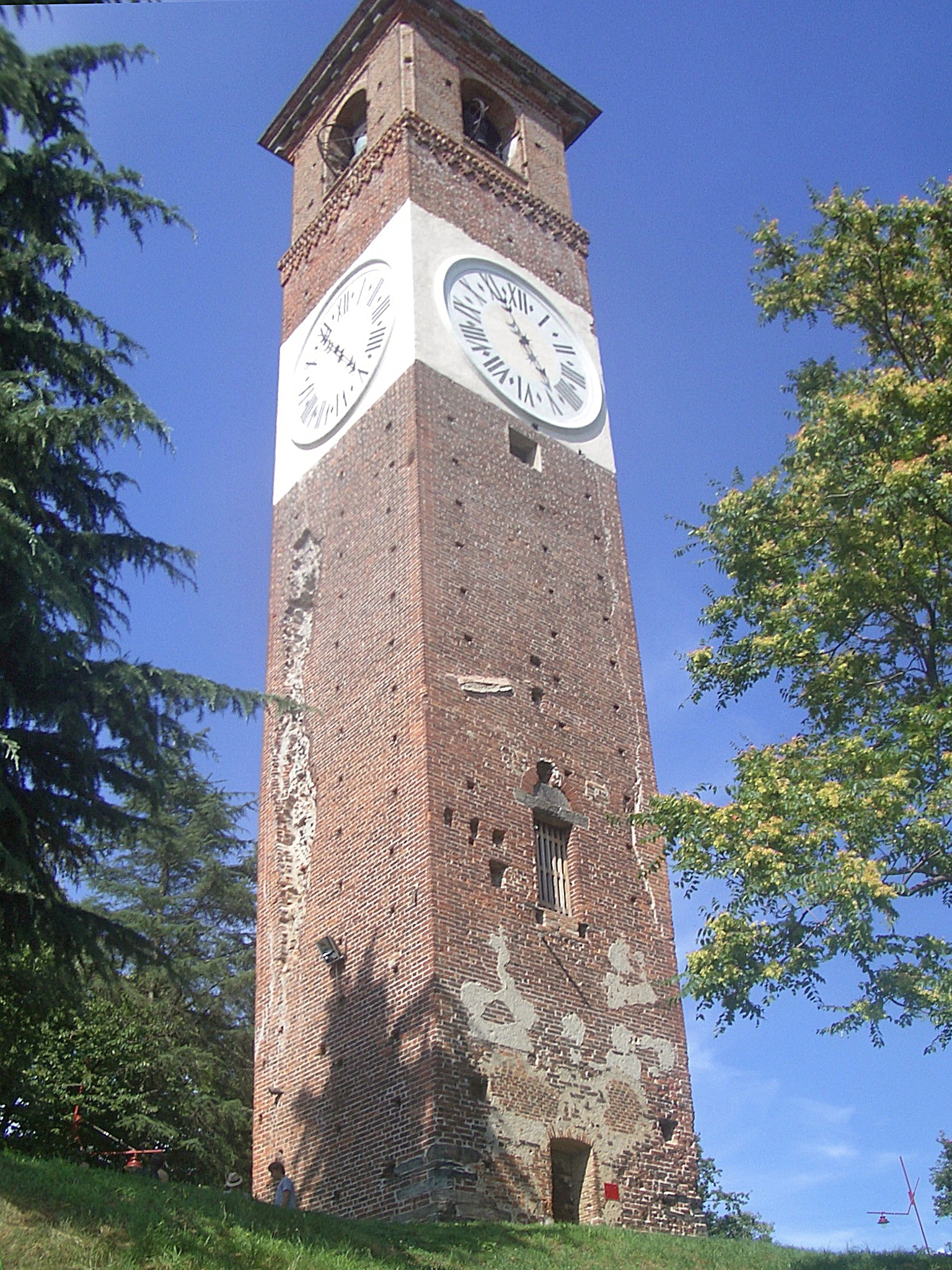
La Torre Comunale (XIV secolo)
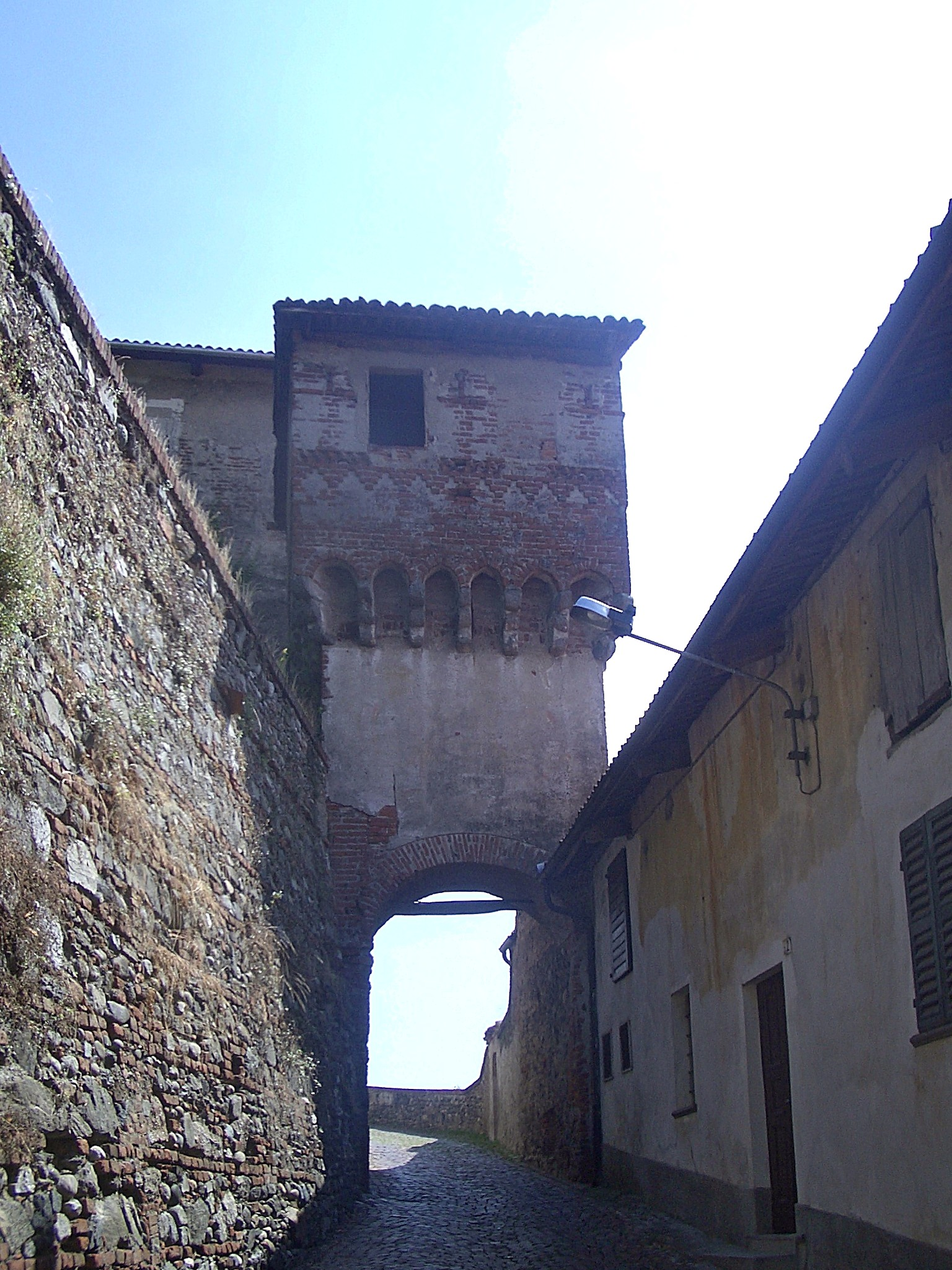
Ricetto: la Porta Nord
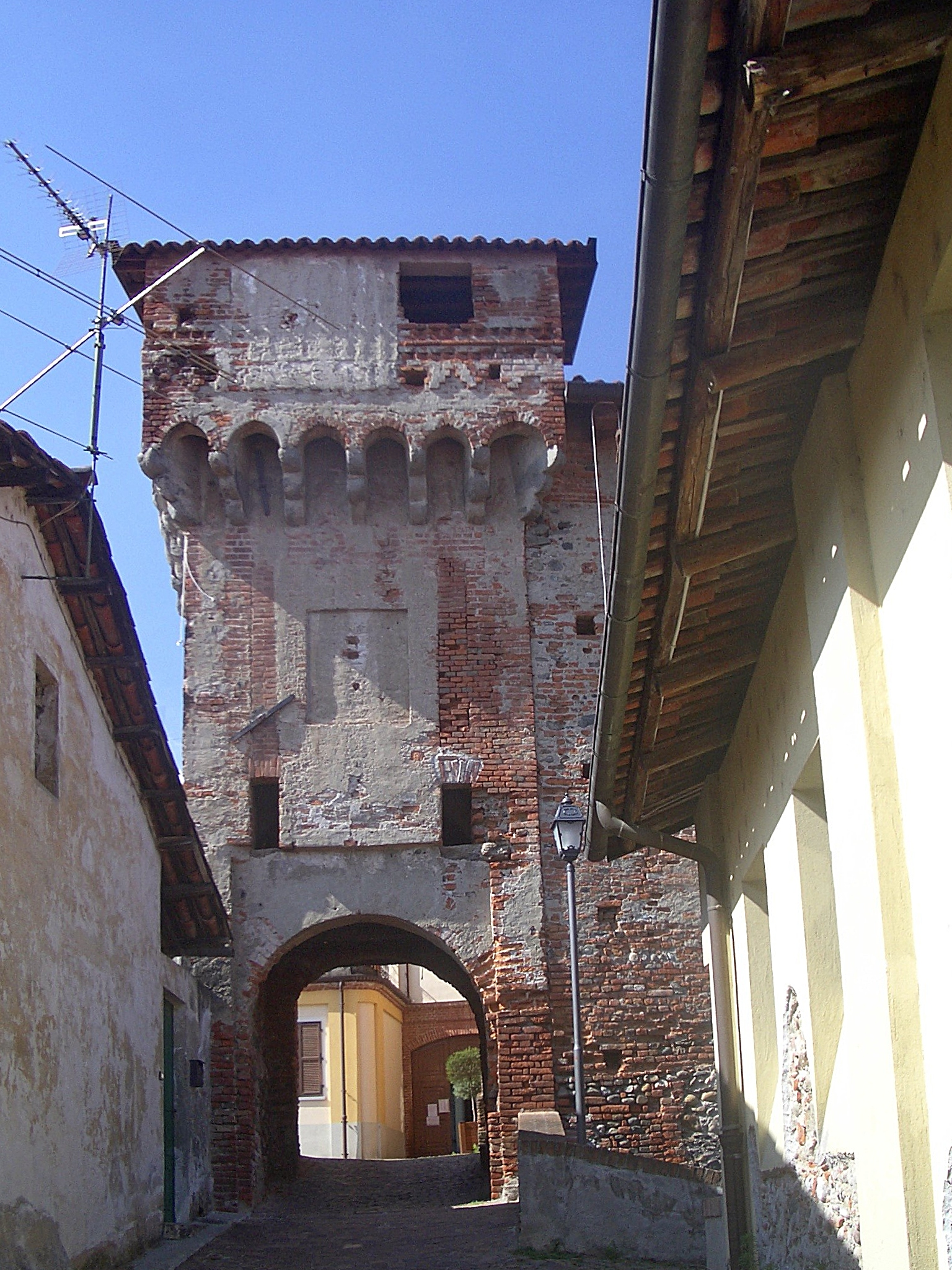
Ricetto la Porta Meridionale
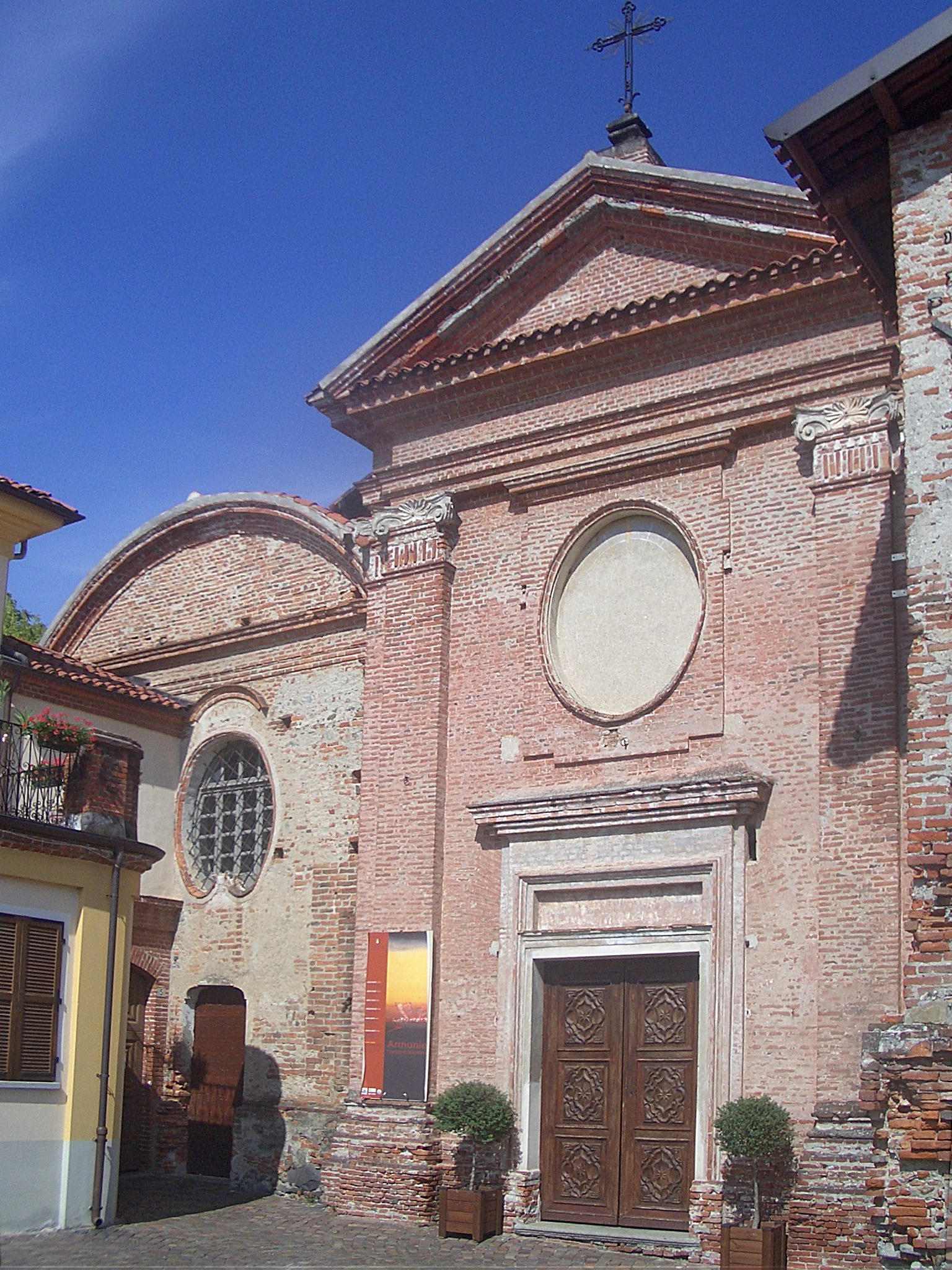
La chiesa di Santa Marta
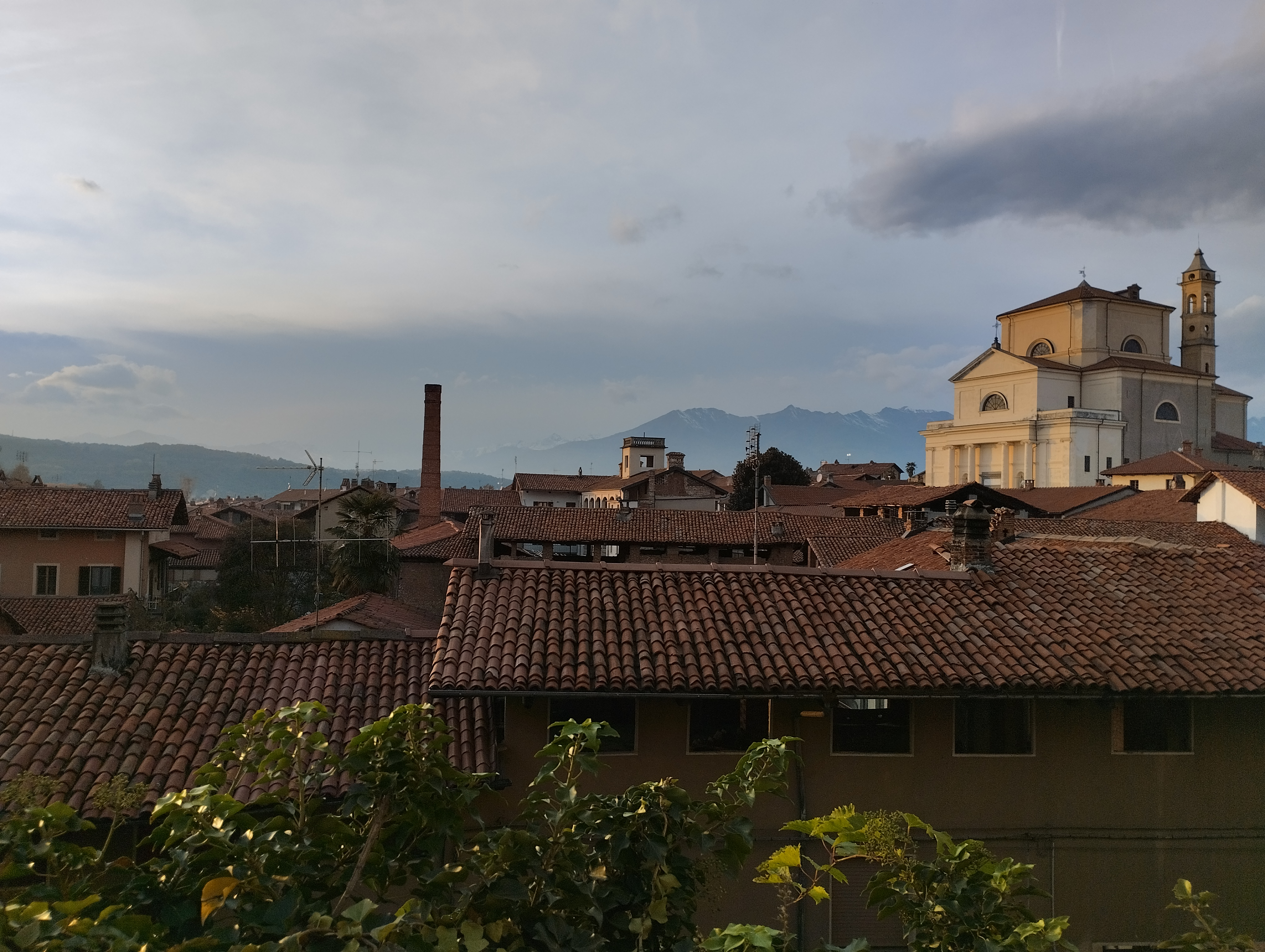
Veduta dalla Salita alla Torre
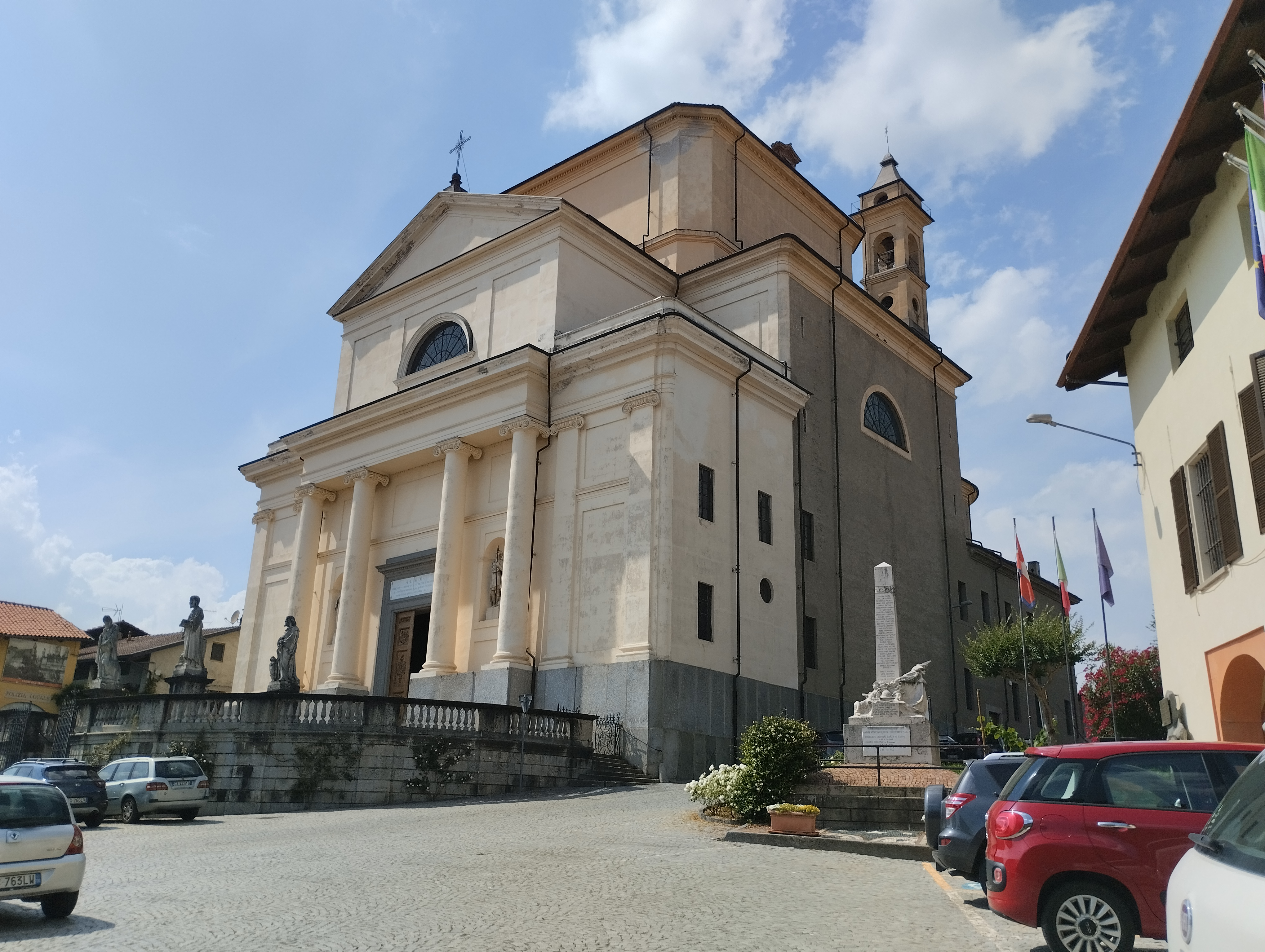
Chiesa dei Santi Pietro e Solutore